# HMS Renown (S26)
El HMS Renown (S26) fue un submarino de propulsión nuclear de la Marina Real Británica ("Royal Navy"). Estaba armado con hasta 16 misiles nucleares UGM-27 Polaris A-3, que eran la parte principal del sistema nuclear Polaris.
El navío perteneciente a la clase Resolution, con 7500 toneladas de desplazamiento en la superficie y 8400 t sumergido, fue botado en 25 de febrero de 1967 y estuvo en operaciones hasta 1996.